# Barie
Barie egy francia település Gironde megyében az Aquitania régióban. Lakosainak száma 277 fő (2022. január 1.). Lakóit Bariauds-nak nevezik.

## Adminisztráció
Polgármesterek:
- 2001–2020 Bernard Pagot

## Demográfia
| Lakosok száma | 289  | 260  | 234  | 289  | 286  | 296  | 296  | 289  | 285  | 277  |
|               | 1968 | 1982 | 1990 | 2006 | 2013 | 2015 | 2017 | 2019 | 2020 | 2022 |

## Látnivalók
- Sainte-Catherine templom

## Galéria

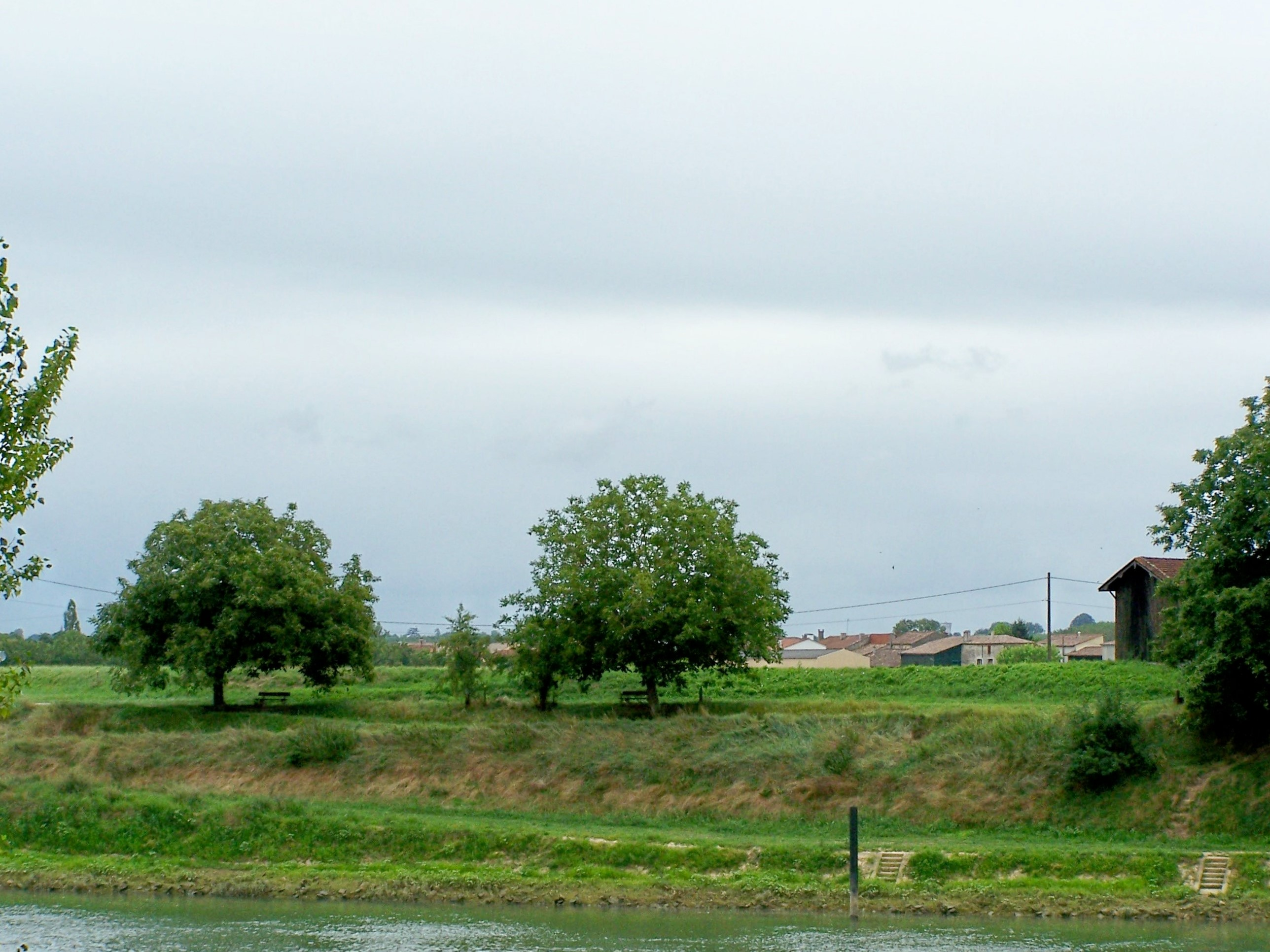
Barie
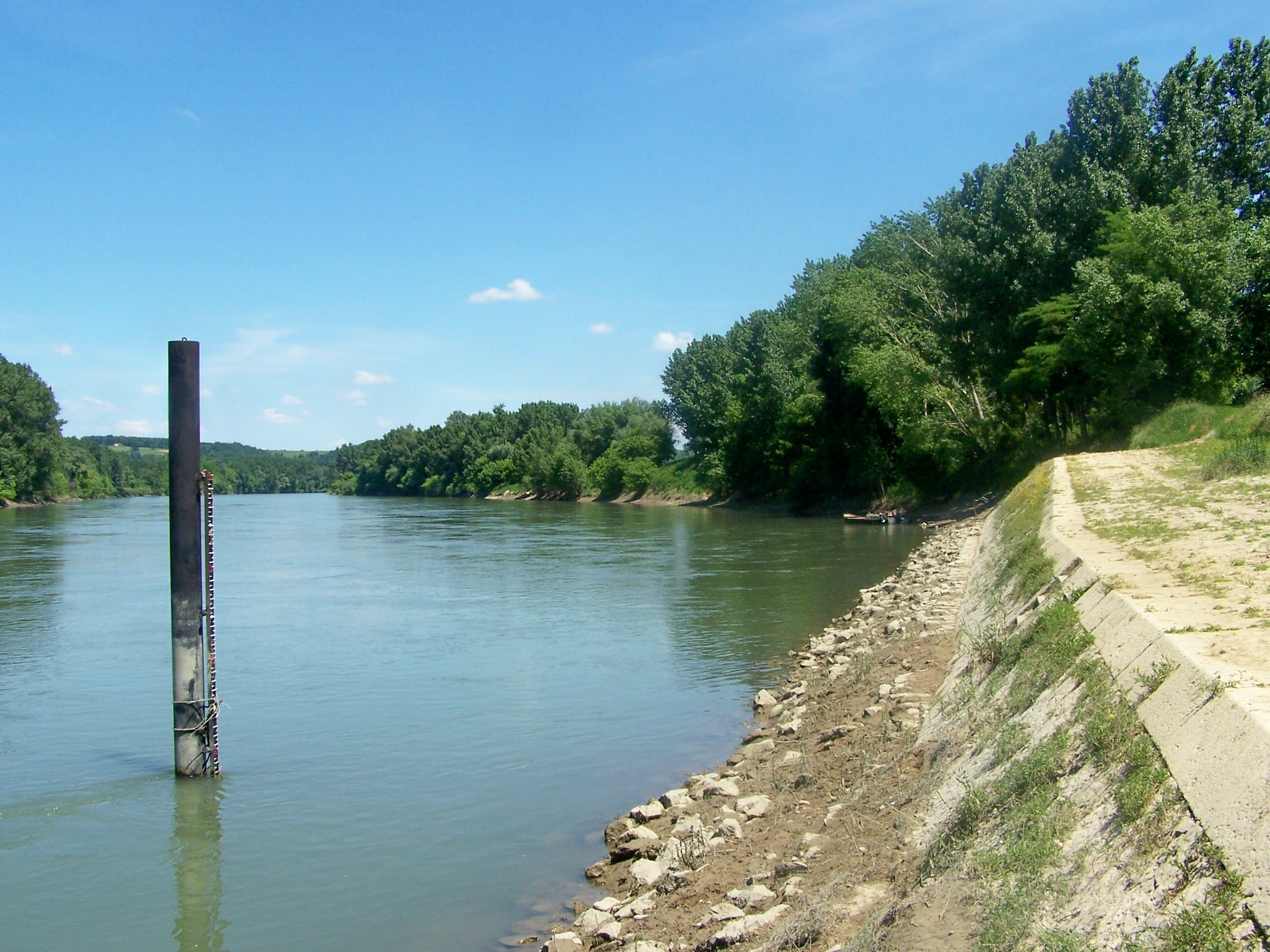
Kikötő
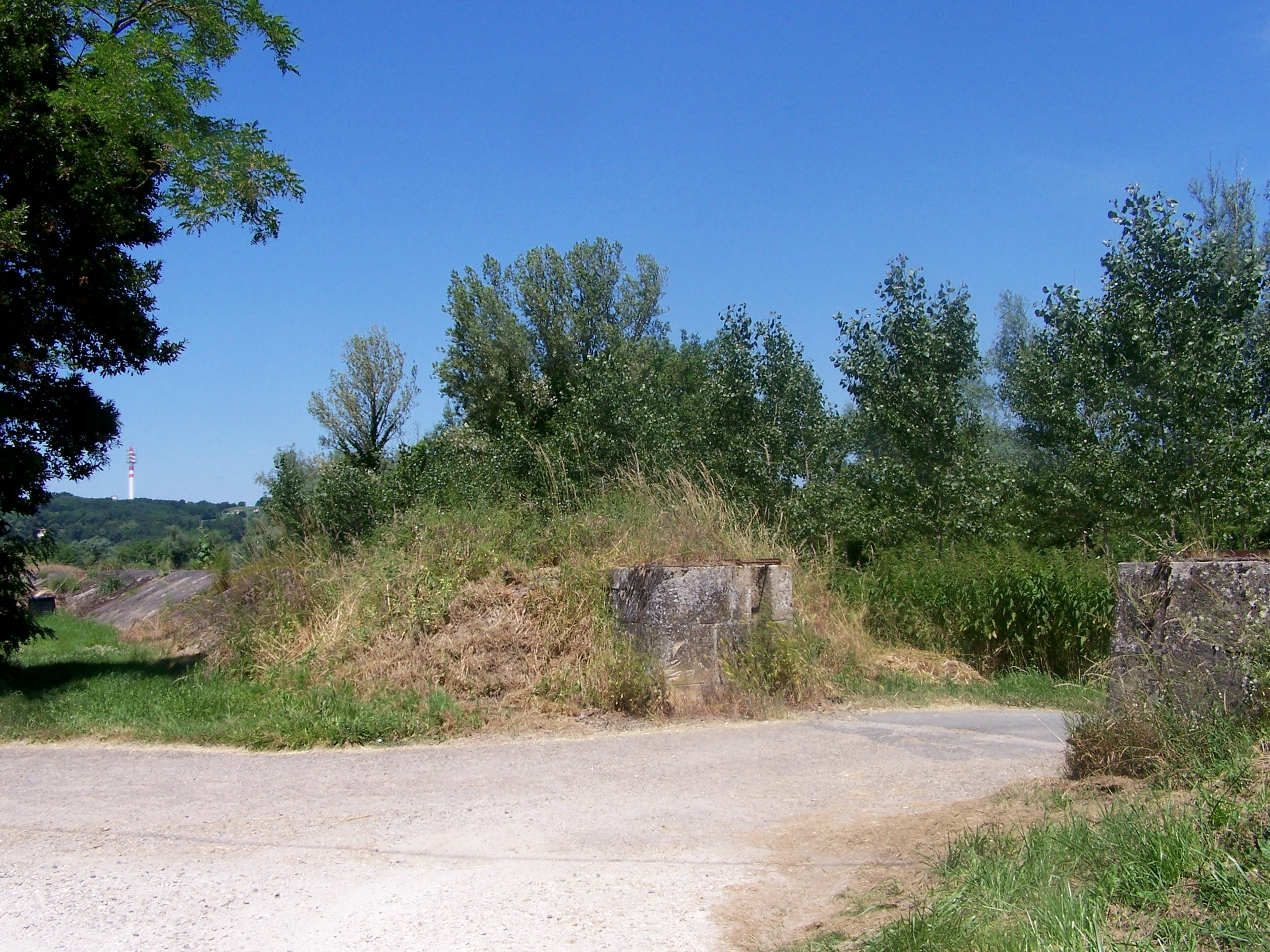
Gát
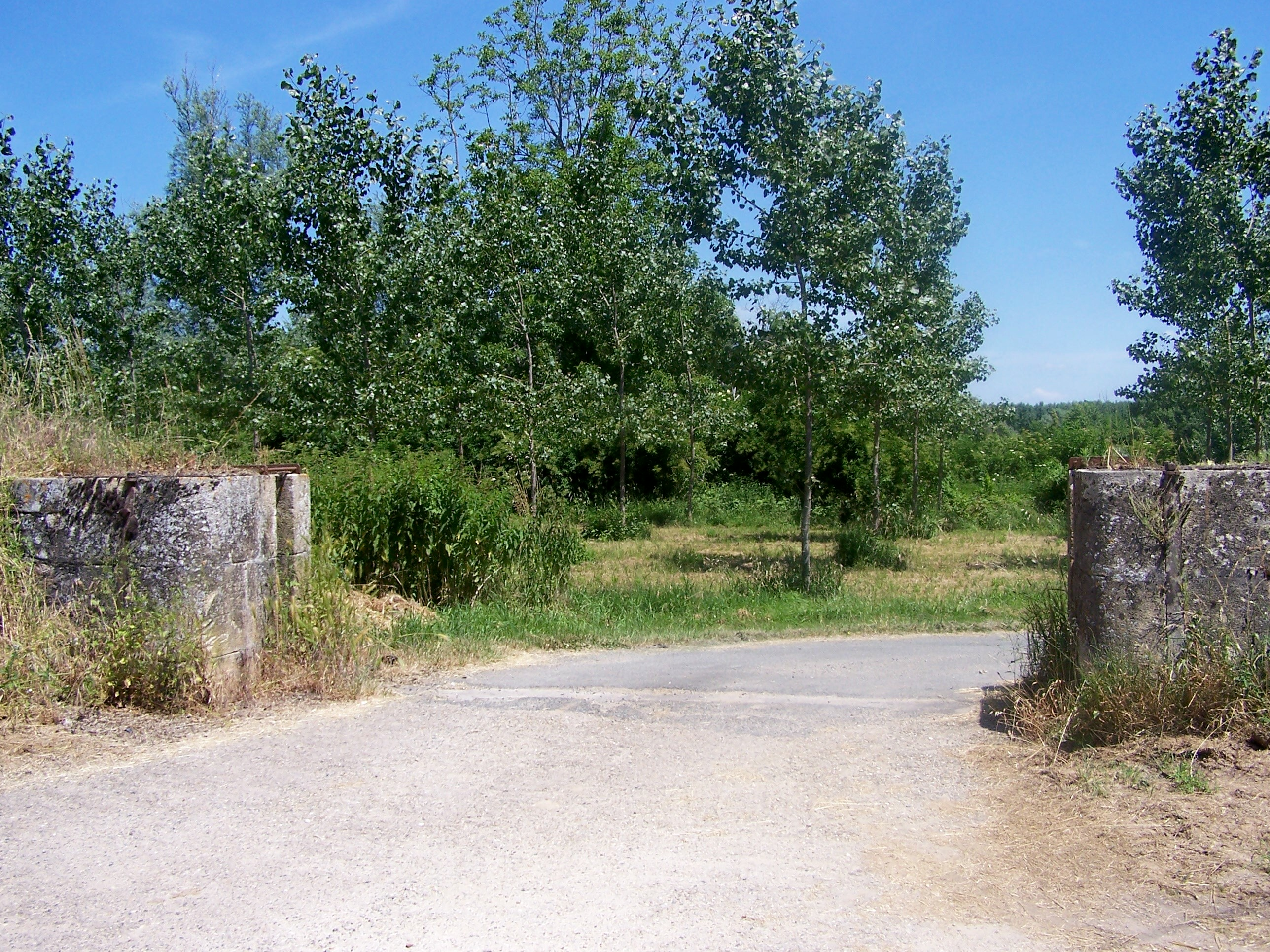
Út
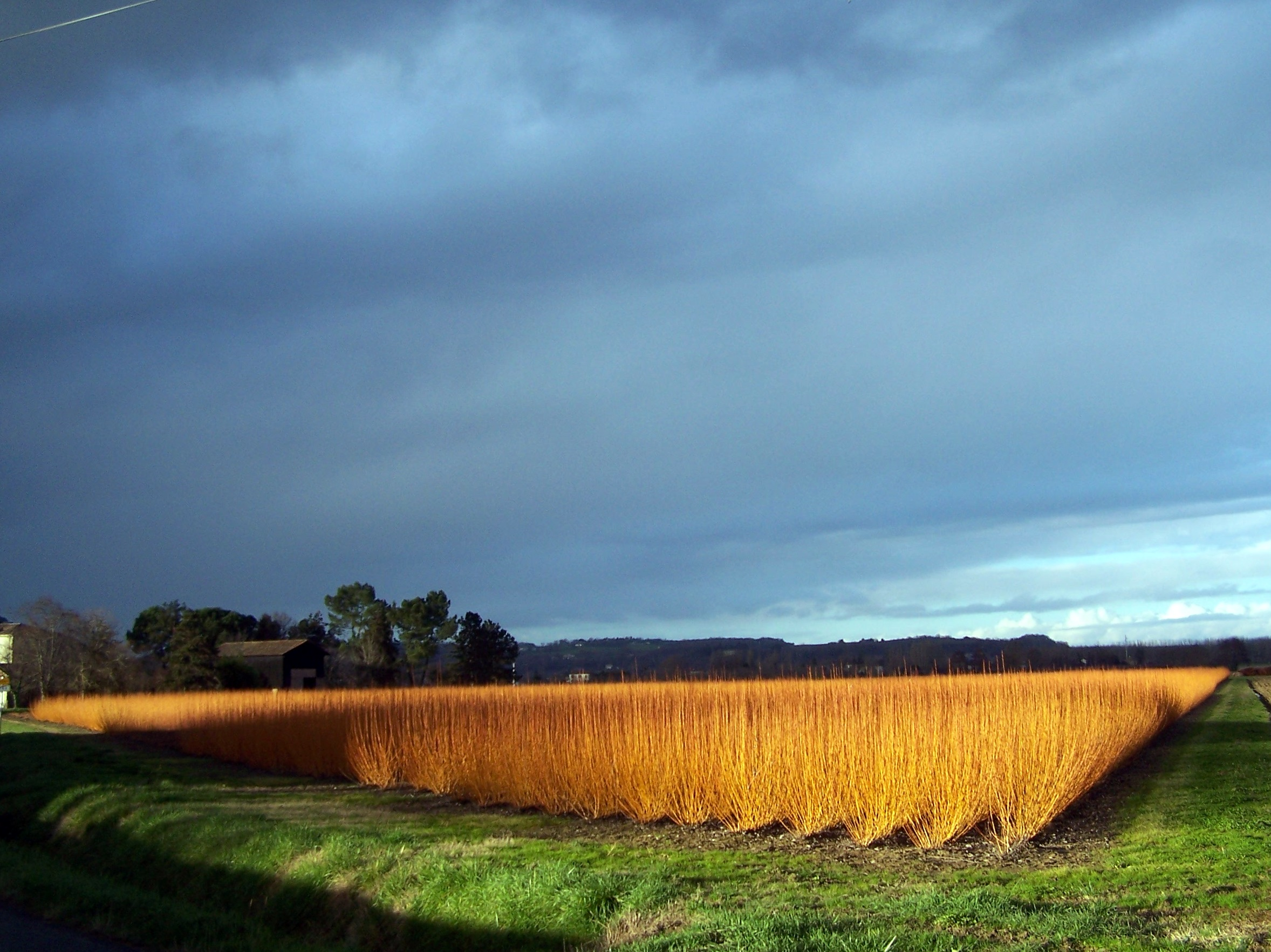
Tűzfal
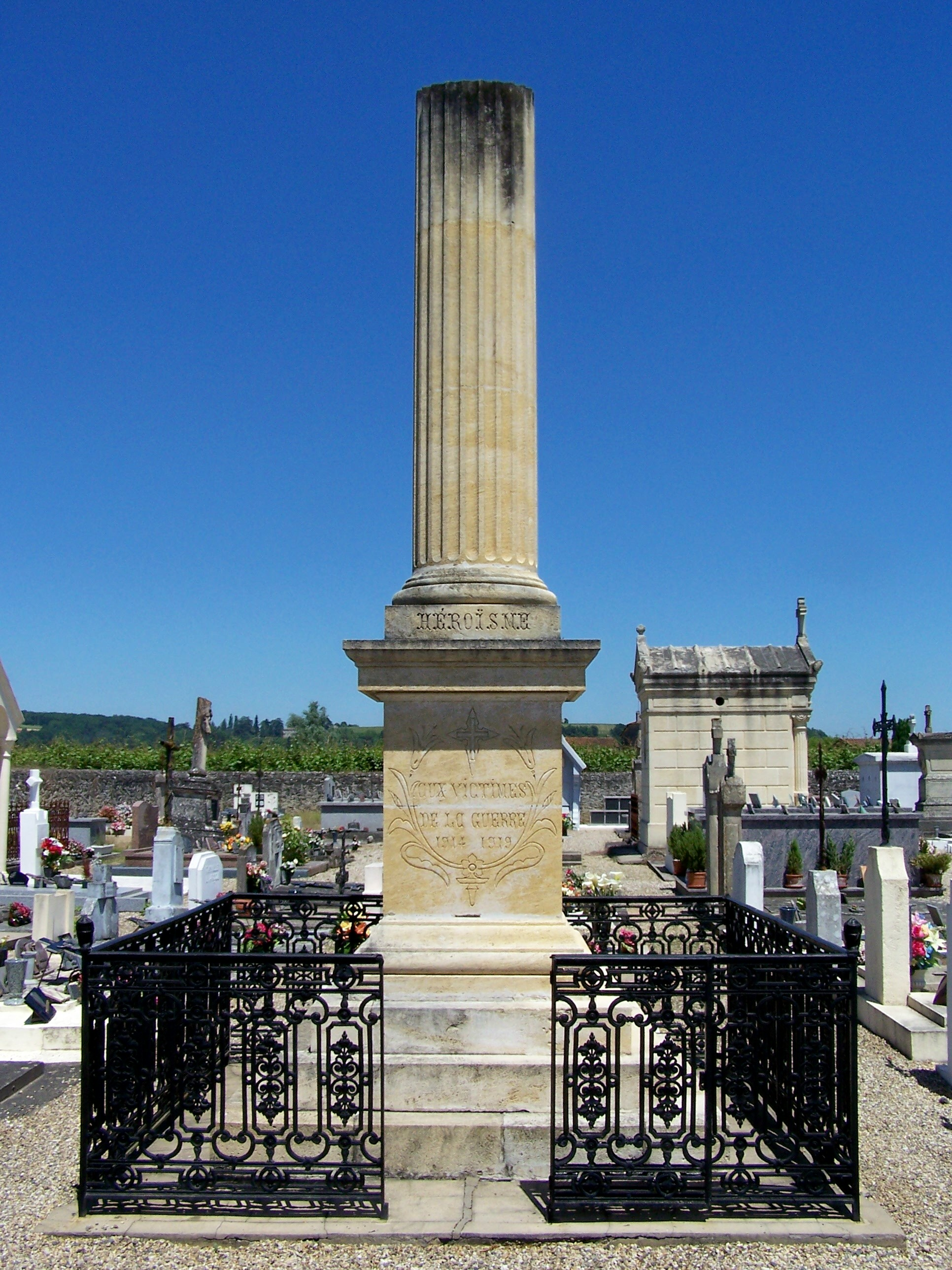
Emlékmű